# Texananus latipex
Texananus latipex är en insektsart som beskrevs av Delong 1943. Texananus latipex ingår i släktet Texananus och familjen dvärgstritar. Inga underarter finns listade i Catalogue of Life.